# José de Mesquita
José de Mesquita (ur. 10 marca 1892 w Cuiabá, zm. 22 czerwca 1961 tamże) – poeta brazylijski.

## Życiorys
José Barnabé de Mesquita urodził się 10 marca 1892 w miejscowości Cuiabá. Ukończył prawo na uniwersytecie w São Paulo. Pracował między innymi jako dziennikarz. Był poetą parnasistą, powieściopisarzem i eseistą. Zmarł 22 czerwca 1961 w rodzinnym Cuiabá. 

## Twórczość
José de Mesquita jest autorem dzieł Terra do Berço, Epopéia mato-grossense, Três poemas da saudade, Escada de Jacó, Roteiro da Felicidade  i Poema do Guaporé. Pisał między innymi sonety.